# رولز-رویس نورث امریکا
رولز رویس نورث امریکا، (به انگلیسی: Rolls-Royce North America) شرکت وابسته به شرکت رولز-رویس پی‌ال‌سی است، که عمدتاً مدیریت و پشتیبانی همهٔ عملیات و داد و ستدهای شرکت رولز-رویس لیمیتد در قارهٔ آمریکای شمالی را به عهده دارد.
این شرکت دارای بیش از ۷٫۰۰۰ کارمند در ۶۶ نقطهٔ ایالات متحده آمریکا و کانادا می‌باشد. دفتر مرکزی این شرکت در رستون ویرجینیا است. این شرکت خود دارای شرکت‌های وابسته است. مهمترین شرکت وابسته به آن شرکت رولز-رویس کورپوریشن می‌باشد.
شرکت‌های وابستهُ دیگر آن عبارتند از:
- رولز-رویس کنادا لیمیتد
- رولز-رویس انرجی سیستمز
- رولز-رویس انجین سرویسز
- رولز-رویس گیر سیستمز
- رولز-رویس پاور ونچرز